# Autostrada A81 (Niemcy)
Autostrada A81 (niem. Bundesautobahn 81 (BAB 81) także Autobahn 81 (A81)) – autostrada w Niemczech prowadząca z północy na południe, od skrzyżowania z autostradą A3 na węźle Dreieck Würzburg-West koło Würzburga w Bawarii do skrzyżowania z drogą B34 na węźle Gottmadingen koło Gottmadingen w Badenii-Wirtembergii.

## Odcinki międzynarodowe
A81 jest częścią dwóch tras europejskich.
| Numer         | Odcinek                    |
| ------------- | -------------------------- |
| Tabliczka E41 | na całej długości          |
| Tabliczka E54 | Kreuz Hegau – Gottmadingen |